# Ermita de Guadalupe

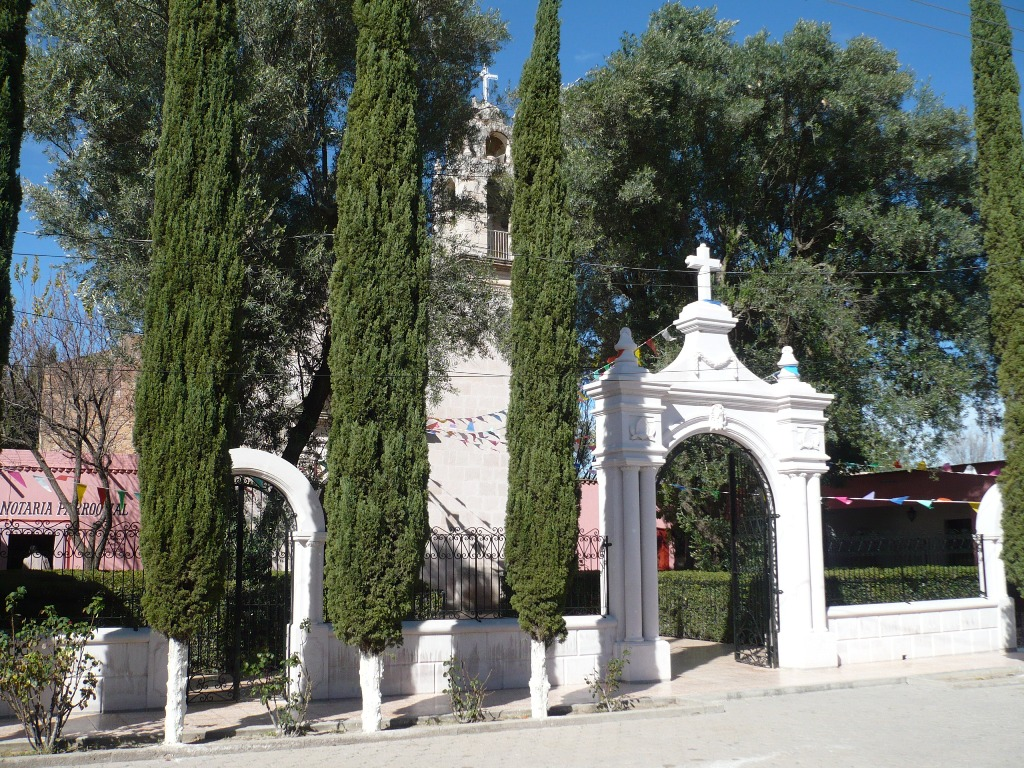
Fachada de la Parroquia de Ermita de Guadalupe, Jerez, Zac.

Ermita de Guadalupe es una comunidad perteneciente al municipio de Jerez, en el estado mexicano de Zacatecas. Se encuentra ubicada a 6 km al sur de la cabecera municipal, sobre la carretera Jerez – Guadalajara. Es una comunidad con muy alto grado de −migración a Estados Unidos, por lo que es muy difícil establecer un número exacto de habitantes, según el INEGI en el año 2000 tenía una población de 2361 hab.

## Historia

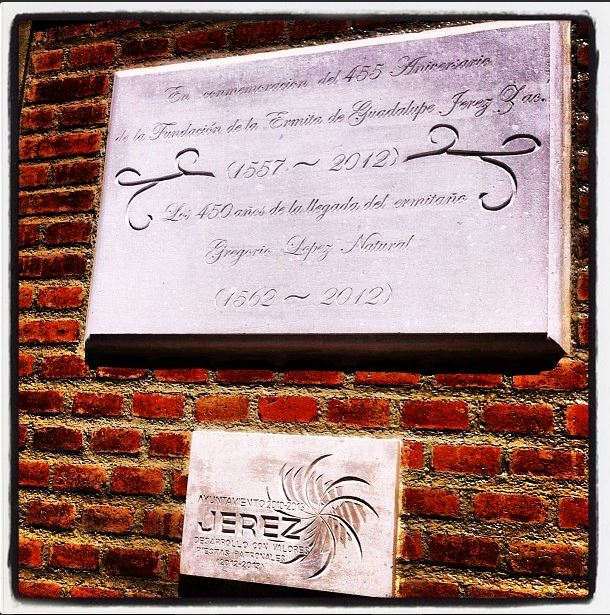
Placa conmemorativa por el 455 aniversario de su fundación, develada durante la Feria Patronal del 2013

Fue fundada en el año de 1562, por el ermitaño Gregorio López, en el lugar conocido como Valle de Atemajac. Se construyó una Ermita a los márgenes del río, donde se colocó la imagen de la Virgen de Guadalupe, de ahí su nombre.
Poco a poco comenzaron a construirse viviendas alrededor de la ermita, hasta que cayó una fuerte tromba, en la denominada “mesa de la culebra”, que destruyó la Ermita y fue trasladada a Jerez la imagen de la Virgen de Guadalupe, hasta el año de 1900 en que fue bendecido el templo donde se encuentra actualmente.

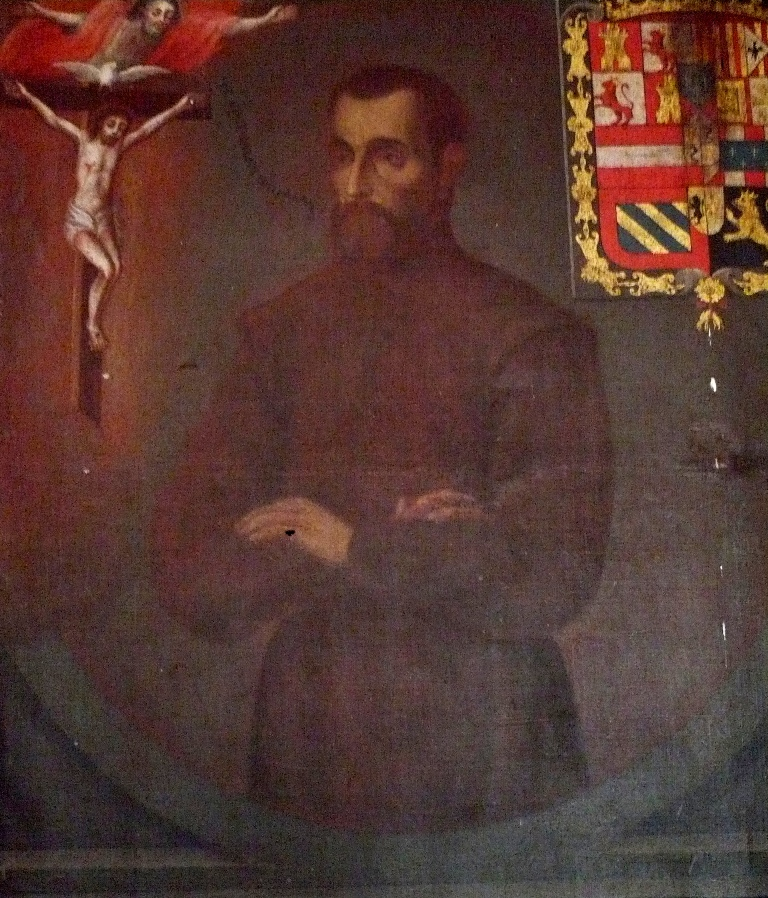
Retablo de Gregorio López, Fundador de Ermita de Guadalupe.

## Aspectos generales
Ermita de Guadalupe se encuentra a una altura aproximada de 2000 m s. n. m.
Es la comunidad más grande del municipio de Jerez y se encuentra totalmente urbanizada, contando con los servicios públicos de transporte, telefonía fija y celular, Internet, etc.
En el aspecto educativo, la Ermita de Guadalupe cuenta con un Jardín de niños que lleva por nombre Alejandrina Camargo Torres, una Primaria de nombre Ingnacio Zaragoza, La Secundaria Técnica número 38 y El Colegio de Bachilleres (COBAEZ plantel 4), a los que asisten alumnos de la propia comunidad, de la cabecera municipal, comunidades cercanas y de los vecinos municipios de Susticacán y Tepetongo.
Desde 1865 su feria patronal se celebra cada año en el mes de enero, los días del 10 al 14, siendo el 12 el principal, dedicado a la Virgen de GUadalupe.

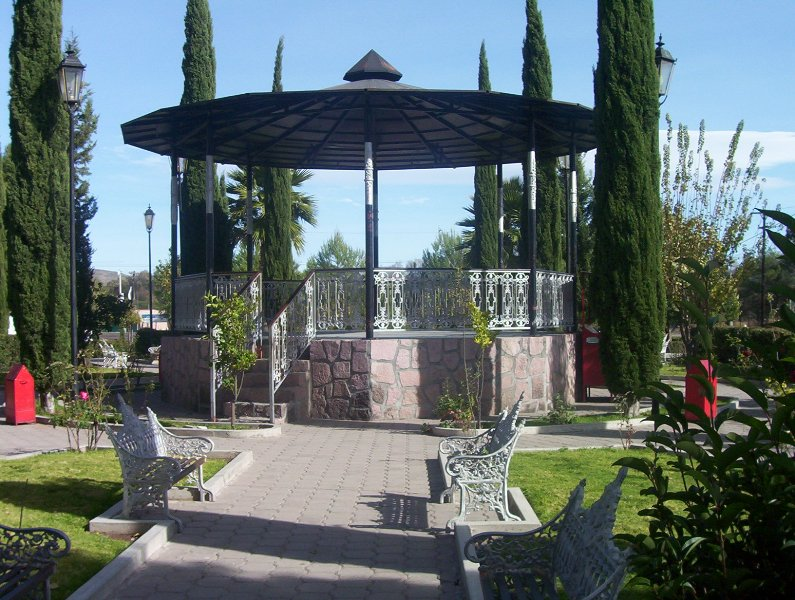
Jardín de la comunidad Ermita de Guadalupe, Jerez, Zac.

En el aspecto culturale, la comunidad cuenta con grupos de danza folclórica, que se presentan en diversos eventos en el estado. Existen varias bandas de música y tamborazos originarios de la comunidad, así mismo tiene  presencia en la charrería, además de efectuarse la tradicional Morisma, representada durante la feria patronal.